# 南山王国

南山王国

琉球の三山の区分

南山王国（なんざんおうこく）または山南王国（さんなんおうこく）は、現在の糸満市を中心に沖縄県島尻郡南部に存在した王国。
山南は中国（明）側からの呼称である。

## 概要
少なくとも14世紀初め頃、大里按司承察度が周辺按司をまとめ、南山王の位につき建国した。南山王大里按司は英祖王の五男、大里王子の直系とされている。
建国後、承察度は汪英紫によって王号を奪われたとされる。
一説には1380年に王の承察度が中国（明）に朝貢したとあるが、『琉球国志略　巻四』には山南王として汪応祖が1385年（洪武18年）「琉球国山南王」の賜印を受けたとある。朝貢を通算22回行っている。
1429年、他魯毎の治世の時、中山王の尚巴志により滅ぼされた。山南王賜印の行方は分かっていない。
なお、尚巴志の父尚思紹は南山王国の佐敷按司であり、尚思紹・尚巴志が中山察度王統を滅ぼし、ついで北山、南山をも滅ぼした事になる。
王の居城は、南山城であった。

## 歴代国王
- 承察度
- 汪英紫
- 汪応祖
- 達勃期
- 他魯毎